# Esomus
Esomus è un genere comprendente 12 pesci d'acqua dolce appartenenti alla famiglia Cyprinidae, sottofamiglia Danioninae.

## Specie
- Esomus ahli
- Esomus altus
- Esomus barbatus
- Esomus caudiocellatus
- Esomus danricus
- Esomus lineatus
- Esomus longimanus
- Esomus malabaricus
- Esomus malayensis
- Esomus manipurensis
- Esomus metallicus
- Esomus thermoicos